# NGC 6057
NGC 6057 est une vaste et lointaine galaxie elliptique située dans la constellation d'Hercule. Sa vitesse par rapport au fond diffus cosmologique est de 10 690 ± 7 km/s, ce qui correspond à une distance de Hubble de 140,0 ± 9,8 Mpc (∼457 millions d'al). NGC 6057 a été découverte par l'astronome américain Lewis Swift en 1881. Cette galaxie a été observée la même nuit par Swift et il ne s'est pas rendu compte qu'il l'avait déjà observée. Cette observation a été inscrite au New General Catalogue sous la désignation NGC 6053.
À ce jour, une mesure non basée sur le décalage vers le rouge (redshift) donne une distance d'environ 130,000 Mpc (∼424 millions d'al). Cette valeur est à l'extérieur des valeurs de la distance de Hubble  mais reste compatible avec celles-ci. Notons cependant que c'est avec la valeur moyenne des mesures indépendantes, lorsqu'elles existent, que la base de données NASA/IPAC calcule le diamètre d'une galaxie et qu'en conséquence le diamètre de NGC 6057 pourrait être d'environ 33,2 kpc (∼108 000 al) si on utilisait la distance de Hubble pour le calculer.
NGC 6057 fait partie du superamas d'Hercule. Steinicke utilise la désignation DRCG 34-... pour plusieurs galaxies du superamas d'Hercule. Cette désignation indique que ces galaxies figurent au catalogue des amas galactiques d'Alan Dressler. Le nombre 34 correspond au 34e amas du catalogue, soit Abell 2151, et les chiffres suivant 34 et le tiret indiquent le rang de la galaxie dans la liste.
Pour NGC 6057 la base de données NASA/IPAC utilisent les désignations suivantes : 
- ABELL 2151:[D80] 120 pour le catalogue de Dressler ;
- ABELL 2151:[BO85] 024 pour le l'article de Butcher et Oemler[8] ;
- ABELL 2151:[CBW93] K pour l'article de Colless, Burstein et Wegner[9] ;
- ABELL 2151:[MGT95] 118 pour l'article Maccagni, Garilli et Tarenghi[10] ;
- ABELL 2151:[FBD2002] q01 pour l'article de Fasano, Bettoni et D'Onofrio[11].

## Identification de NGC 6053, NGC 6055 et de NGC 6057
L'identification de ces trois objets du catalogue NGC est loin de faire l'unanimité parmi les sources consultées, d'où la légende sous l'image de la galaxie de l'infobox (voir l'encadré ci-dessus, à droite), car la majorité de celles-ci ont adopté cette hypothèse. Le tableau suivant présente les divers point de vue.
| PGC       | NASA/IPAC   | Seligman    | HyperLeda | Simbad   | Steinicke   |
| --------- | ----------- | ----------- | --------- | -------- | ----------- |
| PGC 57076 | NGC 6055    | NGC 6057/53 | NGC 6055  | NGC 6055 | NGC 6055    |
| PGC 57088 | non NGC     | non NGC     | NGC 6053  | NGC 6053 | non NGC     |
| PGC 57090 | NGC 6057/53 | NGC 6055    | NGC 6057  | NGC 6057 | NGC 6057/53 |